# Justyn-Henry Malloy
Justyn-Henry Conrad Malloy (Nueva York, Nueva York, 19 de febrero de 2000), más conocido como Justyn-Henry Malloy, es un jugador profesional estadounidense de béisbol que se desempeña en la posición de jardinero izquierdo en Detroit Tigers, equipo de las Grandes Ligas de Béisbol (MLB).

## Carrera
En 2024, Malloy hizo su debut en la MLB con el equipo Detroit Tigers, donde lleva jugando una temporada.